# Przeklęta liga
Przeklęta liga (ang.: The Damned United) – brytyjski film fabularny z 2009 roku w reżyserii Toma Hoopera.

## Obsada
- Michael Sheen – Brian Clough
- Timothy Spall – Peter Taylor
- Maurice Roëves – Jimmy Gordon
- Colm Meaney – Don Revie
- Stephen Graham – Billy Bremner
- Jim Broadbent – Sam Longson
- Peter McDonald – Johnny Giles
- Giles Alderson – Colin Todd
- Martin Compston – John O’Hare